# Mademoiselle (film, 1930)
Pour les articles homonymes, voir Mademoiselle (homonymie).
Pour plus de détails, voir Fiche technique et Distribution.
Mademoiselle (お嬢さん, Ojōsan) est un film muet japonais de Yasujirō Ozu sorti en 1930.
Le film est considéré comme perdu mais son scénario est préservé.

## Synopsis
Okamoto et Saida, deux journalistes débutants, sont envoyés en quête de bonnes histoires à faire paraître par leur journal. Alors qu'ils enquêtent autour d'une école d'art dramatique, ils apprennent qu'une journaliste travaillant pour le Toto Shinpo, un journal concurrent, et qui se fait appeler « Mademoiselle » les a devancé en se glissant parmi les étudiants.  

## Fiche technique
- Titre français : Mademoiselle
- Titre alternatif : Jeune demoiselle
- Titre original : お嬢さん (Ojōsan?)
- Réalisation : Yasujirō Ozu
- Scénario : Komatsu Kitamura (ja)
- Gags : Akira Fushimi, Yasujirō Ozu et Tadao Ikeda
- Photographie : Hideo Shigehara
- Montage : Hideo Shigehara
- Sociétés de production : Shōchiku (Studios Kamata)
- Pays d'origine :  Empire du Japon
- Format : noir et blanc - 1,33:1 - muet
- Genre : comédie
- Durée : 135 min[2] (métrage : 12 bobines - 3 705 m[3])
- Date de sortie :
  - Empire du Japon : 12 décembre 1930[3]

## Distribution
- Sumiko Kurishima : Mademoiselle
- Tokihiko Okada : Tokio Okamoto
- Tatsuo Saitō : Tatsuji Saida
- Kinuyo Tanaka : Kinuko
- Sōtarō Okada : rédacteur en chef

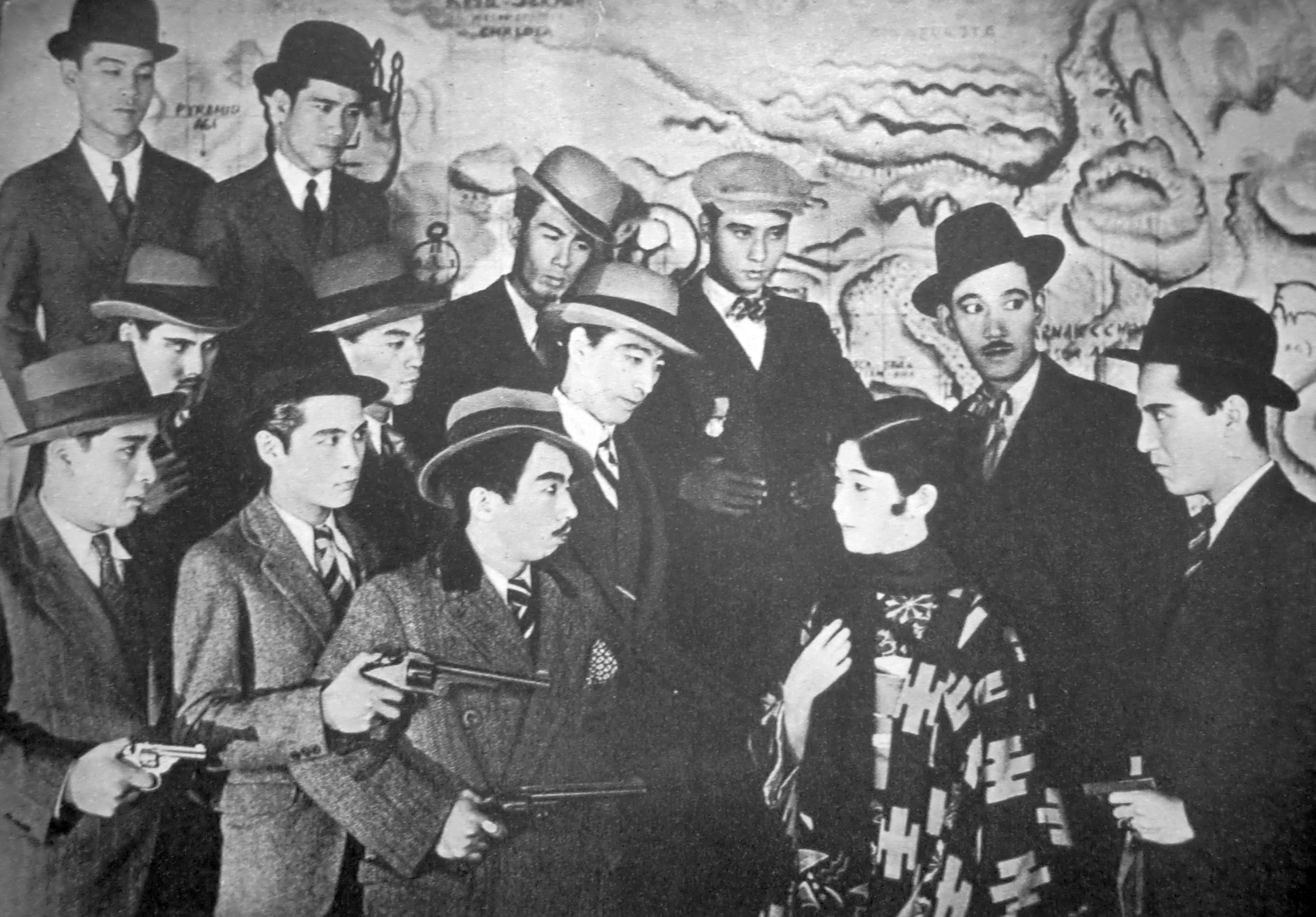
Scène du film avec sur la droite : Sumiko Kurishima, Tatsuo Saitō et Tokihiko Okada.

- Ichirō Okuni : journaliste expérimenté
- Tōgō Yamamoto : président de l'école d'art dramatique
- Shigeru Ogura : professeur à l'école d'art dramatique
- Shizue Tatsuta : méchante femme
- Teruo Mori : Adonis
- Tomoko Naniwa : femme d'Adonis
- Hiroo Wakabayashi : Miki

## Autour du film
Mademoiselle est le 19e film de Yasujirō Ozu. Il a été classé 2e au classement des dix meilleurs films japonais de l'année 1930 établi par le journal Kinema Junpō. C'est le premier film de Yasujirō Ozu qui entre dans ce classement.